# 유정 (야마구치현)
유정(由宇町)은 야마구치현 동부에 위치했던 정이며, 구가군에 속했다. 2006년 3월 20일 인접해 있던 이와쿠니시 등과 합병해 새롭게 이와쿠니시가 되어 소멸하였다.

## 지리
기후는 온난하다고 할 수 있다. 지세로서 유우 강가의 중 하류역과 옛 가미시로무라의 신토지구를 합병한 지역으로, 정내 최고지는 전평산이며 대장군 봉우리를 병립시키고 있다. 평야부는 비교적 적고 유우천 변과 하류에 펼쳐진 충적부에서 볼 수 있으나 지명이 나타내듯이 인정은 풍부하다. 지명의 유래는 중류에 있는 온천에 있어, "유"가 언젠가 "유"라고 길들였을 것이다.산업으로는 1차 산업인 농수산업이 바탕에 있었으며, 과거에는 유촌으로서 유천 변의 활동 중심적 기세를 가지고 있었다. 물류 수단으로는 인마가 중심이었지만 유강 상류의 이륙의 금까지는 작은 배로 짐을 싣고 있었다고 한다.(다만, 종전 후에 강폭이 넓게 정비되어 상류로부터의 퇴적물이 적어졌기 때문에 강바닥의 저하에 의해 작은 배가 왕래할 수 있다고는 상상할 수 없다.)
근대화에 따라 주동지방 쌀의 집산지로서 회선도매상·기선회사와 쌀도매상·정미업이 번영하고, 유우은행이 설립되는 등 농촌적 중심지 지위를 이룬 후 암국 근교로서 직물 산업이 번성하여 번창하였다.섬유 불황 이후에는 히로시마의 위성지로 자동차 관련 제조업이 꼽히며 균형 잡힌 발전을 하고 있다.

## 역사
- 헤이안 시대에 온천지로 번창했다는 설이 있다.
- 세키가하라 전투후 이와쿠니 번주 요시카와 히로이에가 이와쿠니가 정비되어 있지않아 처음에는 유에 거주하였다.
- 에도 시대에 슈호 유우 다이칸소가 놓여져 미도로, 후주, 구로사키, 아오키,호쓰, 쓰즈, 나가노, 유, 히즈미, 진다이, 오하타의 11개촌을 관할하였다.
- 1889년 4월 1일 - 정촌제 시행에 의해 유촌이 성립하였다.
- 1926년 2월 11일 - 정으로 승격해 유정이 되었다.
- 1955년 4월 1일 - 고지로촌의 일부 (신토지역 =오반, 조가사키, 하라, 도키모리)를 편입하였다.
- 2006년 3월 20일 - 이와쿠니시, 구가정, 슈토정, 미와정, 니시키정, 미카와정, 혼고촌과 합병해 새로운 이와쿠니시가 성립하였다. 동일 유정은 폐지되었다.

## 교통

### 철도
- 서일본 여객철도
  - 간토쿠선

### 도로
- 국도 2호선